# Jason Chaffetz
Jason E. Chaffetz (Los Gatos, 26 maart 1967) is een Amerikaans politicus die tot 30 juni 2017 als afgevaardigde voor het 3e congresdistrict van Utah in het Huis van Afgevaardigden zetelde.
Chaffetz was van 3 januari 2015 tot 13 juni 2017 bovendien voorzitter van de United States House Committee on Oversight and Government Reform van het Huis van Afgevaardigden.
- Gemeinsame Normdatei: 1249772672
- International Standard Name Identifier: 0000 0004 9901 3142
- Library of Congress Control Number: no2018021840
- SNAC: w6q924xz
- Biographical Directory of the United States Congress: C001076
- Virtual International Authority File: 9704151965395800470004
- WorldCat: E39PBJmhJFRB7vxTcDwxpBbWXd